# 佐藤隆夫 (実業家)
佐藤 隆夫 (さとう たかお、1958年6月21日 - ) は、日本の実業家、元アナウンサー。BSNメディアホールディングス代表取締役社長、新潟放送代表取締役会長。

## 略歴
- 新潟県長岡市出身。新潟大学法文学部卒業後、1982年新潟放送にアナウンサーとして入社。同期には元アナウンサーでBSNウェーブ取締役を経て、新潟市北区文化会館館長である高坂元巳、中岡みち、取締役メディア本部長兼編成局長兼技術局長の五十嵐幹史。その後、報道制作局情報センター報道部長、経営管理局秘書部長、事業局長等に至る。2017年6月から同じくアナウンサー出身の先輩である竹石松次の後任として社長に就任。

- 2007年4月 報道制作局情報センター報道部長[1][2]
- 2008年4月 報道制作局情報センター制作担当部長[1][2]
- 2009年6月 経営管理局秘書部長[1][2]
- 2011年7月 経営管理局次長兼社長室長兼人事部長[1][2]
- 2013年6月 事業局長[1][2]
- 2015年4月 東京支社長 同年6月 取締役東京支社長[1][2]
- 2017年6月 代表取締役社長[1][2][3][4]
- 2023年6月 代表取締役会長、BSNメディアホールディングス代表取締役社長[1][2]